# Platja de Los Molinos de Barcia
La petita platja de Los Molinos de Barcia està situada en l'occident del Principat d'Astúries (Espanya), en el concejo de Valdés i pertany a la localitat de Barcia, dins de la Costa Occidental d'Astúries i emmarcada en el Paisatge Protegit de la Costa Occidental d'Astúries.

## Descripció
El nom ho rep perquè a uns dos-cents metres d'ella hi ha uns molins antics, que utilitzaven com a força motriu l'aigua del rierol Ricante, que desemboca a la platja.
La platja té forma de rectilínia, una longitud d'uns 200 m i una amplària mitjana d'uns 15-20 m. El seu entorn és rural, amb un grau d'urbanització mitjà i una perillositat baixa. L'accés per als vianants és d'uns cinc-cents m de longitud de fàcil recorregut. El jaç és de palets i sorra de gra fosc i gruix. El seu grau d'utilització és escàs.
Per accedir a la platja cal localitzar les poblacions properes de Barcia, Caroyas i Leiján, sortint de Caroyas pel seu extrem oest per una carretera que va en direcció al mar durant 1,5 km. S'arriba a un accés molt bé remodelat i a partir d'aquest lloc es descendeix cap a la platja per un bon i senzill camí d'altres 1,5 km. Hi ha una segona alternativa d'accés des del poble de Leiján que, si bé és més llarg, és molt més vistós que l'anterior.
Hi ha una desembocadura fluvial (la del rierol Ricante), manca de serveis a banyistes i les activitats més recomanades són la pesca submarina i l'esportiva amb canya. Com el jaç de la platja té molt poc pendent, amb bastant grau d'horitzontalitat, es recomana extremar les precaucions si s'entra en la mar doncs les ones fan un escombratge fort de la platja que pot provocar caigudes sobre la roca.